# Antic escorxador (la Pobla de Claramunt)
Antic escorxador és una obra de la Pobla de Claramunt (Anoia) inclosa a l'Inventari del Patrimoni Arquitectònic de Catalunya.

## Descripció
Es tracta d'una casa d'una planta, destacada pels elements decoratius en maó que conserva a la part de les finestres i part que sobresurt del sostre. La resta de la construcció és en pedres i teules. D'una nau.

## Història
Conegut des del primer quart del segle xx.
Possiblement es dedicava a alguna activitat industrial.